# ريترو ستوديوز
ريترو ستوديوز (بالإنجليزية: Retro Studios)‏، هي شركة أمريكية تابعة لشركة نينتندو اليابانية منذ عام 2002، حيث أسست الشركة سنة 1998، وتقع في مدينة أوستن التابعة لولاية تكساس الأمريكية.

## الموقع الخارجي
الموقع الرسمي